# Universal D.O.G.
Das Universal D.O.G. war eine Diskothek auf dem Gelände des Flughafens Lahr im baden-württembergischen Lahr. Sie befand sich in einem ehemaligen Kino der kanadischen Streitkräfte. Am 23. März 2024 eröffnete das Universal D.O.G. wieder in den Räumen des ehemaligen Red DOG.

## Gebäude
Das Gebäude der Diskothek diente den kanadischen Streitkräften in Lahr zunächst als Kino und Casino, woran bis zuletzt auch der abgeschrägte Boden im Hauptteil des Gebäudes erinnerte. Nach Abzug der Kanadier wurde ein Teil des Gebäudes als Restaurant (American Diner) und der Kino-Vorführsaal wurde zum Skatepark umfunktioniert.

### Einteilung
Die Diskothek war in vier große Bereiche eingeteilt. Die Hall war hierbei der größte Teil und bot Platz für bis zu 2000 Gäste. Neben 4 Theken zum Getränkeausschank gab es zudem eine VIP-Lounge, von der aus die erhöhte Bühne gut einsehbar war. Eine Filmleinwand ermöglichte es, außerhalb des normalen Betriebes Filme vorzuführen. Die Homebase (zuvor Mantis) befand sich links des Eingangs und bot Platz für ca. 300 Besucher auf rund 300 Quadratmetern. Der CLUB (zuvor RED D.O.G.) war dazu gedacht, im kleinen, alternativen Kreis zu feiern und bot Platz für 350 Besucher. Es verfügte zudem über eine Sanitäranlagen sowie einen separaten Eingang. Weiterhin gab es im DOG noch einen Außenbereich.
Nach größerem Umbau wurde das Gebäude im Jahr 2018 in verschiedene Diskotheken aufgeteilt. Aus dem RED D.O.G. wurde fröhlichs Kneipenclub, aus dem MANTIS/HOMEBASE wurde Hans Dampf. Ebenso wurde eine Open Air Location eingerichtet namens HOLZMARKT 77 (die Zahl 77 richtet sich nach der Postleitzahl).

## Entstehungsgeschichte und Namensgebung
Das Universal D.O.G. wurde 1998 von drei Männern gegründet, die sich nach einem kulturellen Veranstaltungsort in der Ortenau sehnten. Von Anfang an stand der Plan, nicht nur eine Diskothek zu eröffnen, sondern eine Location, die „universal“ ist und Raum für Konzerte schafft. Da den Gründern am Anfang wenig finanzielle Mittel zur Verfügung standen, entschied man sich neben dem Wort „universal“ im Namen auch noch für eine Buchstabenkombination, die dieses zum Ausdruck bringt. Der zweite Teil des Namens, D.O.G., stand dabei für Drei ohne Geld. Im November 2013 feierte die Diskothek ihr 15-jähriges Bestehen. Am 6. Januar 2018 fand unter dem Motto This is the end die letzte Veranstaltung im Universal D.O.G. statt, die Inhaber stellten danach den Betrieb der Diskothek ein.

## Künstler
Im Universal D.O.G. waren seit dessen Gründung viele regional und überregional bekannte Künstler aufgetreten. Hierzu zählten u. a.:
- Die Apokalyptischen Reiter
- Die Krupps
- Pitbull
- Sean Paul
- Chris Brown
- Tyga
- DJ Antoine
- Sido
- Prinz Pi
- Haftbefehl
- Kool Savas
- Disco Boys
- No Authority
- Die Atzen
- Moguai
- Shaggy
- Kollegah
- Farid Bang
- Noisecontrollers
- Robin Schulz
- Kid Ink
- KC Rebell
- Bushido
- Kurdo
- Olexesh
- Nimo
- Capital Bra
- Summer Cem
- Pimpulsiv
- Moonbootica